# 塞波·阿霍凯宁
塞波·阿霍凯宁（芬蘭語：Seppo Ahokainen，1952年1月19日—2024年3月6日），芬兰男子冰球运动员，场上位置是前锋。他曾代表芬兰国家队参加1976年冬季奥林匹克运动会冰球比赛，获得第4名。